# (78252) Priscio
(78252) Priscio est un astéroïde de la ceinture principale.

## Description
(78252) Priscio est un astéroïde de la ceinture principale. Il fut découvert le 5 août 2002 à Campo Imperatore par le projet CINEOS. Il présente une orbite caractérisée par un demi-grand axe de 3,16 UA, une excentricité de 0,06 et une inclinaison de 10,5° par rapport à l'écliptique.

## Compléments